# Simulium lugense
Simulium lugense är en tvåvingeart som beskrevs av Yankovsky 1996. Simulium lugense ingår i släktet Simulium och familjen knott. Inga underarter finns listade i Catalogue of Life.